# GKS Rozbark
GKS Rozbark – polski klub sportowy z Bytomia założony w 1946 roku .

## Historia
Pierwotny Klub Sportowy "OMTUR-Rozbark", założony przez Ludwika Piątka w 1946 roku był związany z młodzieżą z Kopalni Węgla Kamiennego Rozbark, która należała do Organizacji Młodzieży Towarzystwa Uniwersytetu Robotniczego  .
Klub był podzielony dawniej na sekcje: piłkarską, bokserską, lekkoatletyczną, gimnastyczną, pływacka, tenisa stołowego, strzelecką, siatkarską, płetwonurków, czy szachową .
W 1954 roku zmieniono nazwę na GKS Rozbark  .
W 1964 roku oddano do użytku kopalniany stadion klubowy, który był wykorzystywany do 1970 roku .
W 1986 roku otwarto nowy stadion ze środków kopalni Rozbark, stworzony na miejscu pokopalnianej hałdy .
Po zamknięciu i likwidacji kopalni Rozbark, długoletnim właścicielem obiektu była Kompania Węglowa. W 2017 roku gmina Bytom przejęła teren GKS-u Rozbark w ramach umowy zamiany z Kompanią Węglową .
Prezesem klubu jest Maciej Stelmaszyński, wiceprezesami są: Damian Jonak i Marceli Kasprzycki.
W 2020 roku klub wznowił działanie sekcji bokserskiej pod przewodnictwem wiceprezesa i zasłużonego pięściarza Damiana Jonaka.
W sekcji piłkarskiej grali m.in.:  Klaus Jerominek i Jan Wraży . W drużynie juniorów z rocznika 84/85 prowadzonej przez trenera Czubę grali: Rafał Frankiewicz, Rafał Stankiewicz, Dariusz Bochnak, Jonatan Hajduk, Adam Bilski, Jarosław Zawisza, Mariusz Sakowski, Sebastian Flisiak, Sebastian Kosowski, Marcin Gortych, Adam Jaworski, Dariusz Kurdziel, Piotr Bogacki..

## Sukcesy
- Liga polska: udział w rozgrywkach ligi okręgowej (3 poziom rozgrywkowy) w sezonach 1962/63, 1963/64, 1964/65, 1965/66
- Puchar Polski: zwycięstwo w podokręgu Bytom w sezonach 2000/01, 2001/02, 2002/03 i 2010/11
- Puchar Polski: zwycięstwo na szczeblu województwa śląskiego w sezonie 2000/01 i udział w I rundzie szczebla centralnego edycji 2001/02 (porażka 1-3 z Odrą Opole)

## Sezon po sezonie (od sezonu 2001/02)
Źródło
| Sezon                   | Liga                                             | Poziom ligowy                                    | Miejsce w lidze                                  | Uwagi                                            |
| ----------------------- | ------------------------------------------------ | ------------------------------------------------ | ------------------------------------------------ | ------------------------------------------------ |
| 2001/02                 | okręgowa                                         | V                                                | 5                                                |                                                  |
| 2002/03                 | okręgowa                                         | V                                                | 3                                                |                                                  |
| 2003/04                 | okręgowa                                         | V                                                | 1                                                | awans                                            |
| 2004/05                 | IV liga                                          | IV                                               | 7                                                |                                                  |
| 2005/06                 | IV liga                                          | IV                                               | 13                                               | [ a ]                                            |
| 2006/07                 | drużyna nie brała udziału w rozgrywkach ligowych | drużyna nie brała udziału w rozgrywkach ligowych | drużyna nie brała udziału w rozgrywkach ligowych | drużyna nie brała udziału w rozgrywkach ligowych |
| 2007/08                 | drużyna nie brała udziału w rozgrywkach ligowych | drużyna nie brała udziału w rozgrywkach ligowych | drużyna nie brała udziału w rozgrywkach ligowych | drużyna nie brała udziału w rozgrywkach ligowych |
| reorganizacja rozgrywek |                                                  |                                                  |                                                  |                                                  |
| 2008/09                 | B klasa                                          | VIII                                             | 8                                                |                                                  |
| 2009/10                 | B klasa                                          | VIII                                             | 4                                                |                                                  |
| 2010/11                 | B klasa                                          | VIII                                             | 1                                                | awans                                            |
| 2011/12                 | A klasa                                          | VII                                              | 3                                                |                                                  |
| 2012/13                 | A klasa                                          | VII                                              | 8                                                |                                                  |
| 2013/14                 | A klasa                                          | VII                                              | 9                                                |                                                  |
| 2014/15                 | A klasa                                          | VII                                              | 5                                                |                                                  |
| 2015/16                 | A klasa                                          | VII                                              | 16                                               | spadek                                           |
| 2016/17                 | B klasa                                          | VIII                                             | 3                                                | awans                                            |
| 2017/18                 | A klasa                                          | VII                                              | 13                                               |                                                  |
| 2018/19                 | A klasa                                          | VII                                              | 10                                               |                                                  |
| 2019/20                 | A klasa                                          | VII                                              | 4                                                |                                                  |
| 2020/21                 | A klasa                                          | VII                                              | 4                                                |                                                  |
| 2021/22                 | A klasa                                          | VII                                              | 5                                                | [ c ]                                            |
| 2022/23                 | B klasa                                          | VIII                                             | 13                                               |                                                  |
| 2023/24                 | B klasa                                          | VIII                                             | 14                                               | [ d ]                                            |
| reorganizacja rozgrywek |                                                  |                                                  |                                                  |                                                  |
| 2024/25                 | B klasa                                          | IX                                               | 1                                                |                                                  |
| 2025/26                 | A klasa                                          | VIII                                             |                                                  |                                                  |